# Give It Up (album van Bonnie Raitt)
Give It Up is het tweede album van Bonnie Raitt, dat uitkwam in 1972. Het werd geproduceerd door jazzproducer Michael Cuscuna, en wordt gezien als Raitts beste album.
Critici waren enthousiast. In The Rolling Stone Album Guide schreef criticus Dave Marsh dat "Give It Up [comes] closest to perfecting her approach," en dat haar versie van Love Has No Pride niet meer verbeterd zal worden. Robert Christgau was het hiermee eens in zijn column in de Custumer Guide, en beoordeelde het met een 'A'. In Rolling Stone schreef Jon Landau dat het beste van Bonnie Raitt haar zang is, en dat het beste aan Give It Up is, dat Raitt het van begin tot einde geweldig zingt. Daarmee is dit album beter en interessanter dan haar eerste album, Bonnie Raitt.
Het album eindigde op nummer 138 in de Amerikaanse Billboard Pop Albums-lijst.

## Tracklist
1. "Give It Up or Let Me Go" (Raitt) – 4:30
2. "Nothing Seems to Matter" (Raitt) – 4:05
3. "I Know" (George) – 3:47
4. "If You Gotta Make a Fool of Somebody" (Clarke) – 3:00
5. "Love Me Like a Man" (Smither) – 3:12
6. "Too Long at the Fair" (Zoss) – 2:58
7. "Under the Falling Sky" (Browne) – 3:45
8. "You Got to Know How" (Viertel, Wallace) – 3:36
9. "You Told Me Baby" (Raitt) – 4:12
10. "Love Has No Pride" (Kaz, Titus) – 3:47

## Muzikanten
- Bonnie Raitt - steelstringgitaar, piano, elektrische gitaar, zang, achtergrondzang, 12-snarige gitaar, slidegitaar
- Paul Butterfield - mondharmonica
- Kal David - gitaar, elektrische gitaar
- Terry Eaton - tenorsax
- Peter Eckland - cornet
- Freebo - basgitaar, tuba, zang, achtergrondzang, 12-snarige gitaar, fretloze gitaar
- Amos Garrett - gitaar, trombone
- Marty Grebb - altsax, tenorsax
- John Kingsley Hall - elektrische gitaar, steelgitaar, achtergrondzang
- John Hall - gitaar, elektrische gitaar, achtergrondzang
- Dave Holland - basgitaar
- Mark Jordan - piano, keyboard, elektrische piano, vibrafoon
- Eric Kaz - piano, achtergrondzang, vibraphone
- Wells Kelly - dirigent, conga, drums, achtergrondzang, bells, koebel
- Jackie Lomax - zang, achtergrondzang
- Tim Moore - zang, achtergrondzang
- Chris Parker - drums
- John Payne - klarinet, sopraansax, tenorsax
- Merl Saunders - piano
- Gene Stashuk - cello
- Lou Terriciano - piano
- T.J. Tindall - gitaar, elektrische gitaar
- Jack Viertel - gitaar, steelgitaar
- Dennis Whitted - drums